# Duas Vezes com Helena
Duas vezes com Helena, nos créditos iniciais, o nome do filme também aparece desta maneira 2 X com Helena. é um filme brasileiro de 2001, do gênero drama, dirigido por Mauro Farias e com roteiro de Melanie Dimantas baseado em conto Duas Vezes com Helena de Paulo Emílio Salles Gomes publicado em seu livro de 1977 Três Mulheres de Três Pppês.
Este conto já tinha sido adaptado no filme de 1981 Ao Sul do Meu Corpo.
A produção competiu no Festival de Gramado. Foi também apresentado no Festival do Rio.

## Sinopse
A relação entre o professor Alberto e seu aluno favorito Polydoro é perturbada pelo casamento de Alberto com Helena, com a mudança de vida e de longa duração que traz consequências para todos eles.

## Elenco
- Fábio Assunção .... Polydoro
- Christine Fernandes .... Helena
- Carlos Gregório .... Prof. Alberto
- Cláudio Corrêa e Castro .... Padre
- Duda Mamberti .... Médico

## Curiosidades
- As gravações do filme foram feitas na cidade mineira de Caxambu.